# ¿Qué ves?
«¿Qué ves?» (estilizado como «Qué ves?») es una canción y sencillo perteneciente al grupo de rock argentino Divididos. Es el quinto tema que forma parte de su tercer álbum de estudio titulado La era de la boludez del año 1993.

## Interpretación
La canción es una especie de reggae duro en cuanto a la guitarra, mientras que la base rítmica esta en ritmo de folclore. Tornándose andina (por momentos) aportando hipnotismo gracias a la utilización del sonido del charango, que se suma para la segunda estrofa y que únicamente cesa en la coda del tema: la que se reparte entre el malambo y el vuelo guitarrístico de Ricardo Mollo. El trabajo de las voces es sutil y preciso: justo cuando callan la batería y el bajo luego de la coda. «Qué ves?» fue el mayor éxito del disco.

## Letra y Música
La letra fue escrita por Federico Gil Solá. 
Los acordes que siguen a la canción son solamente cuatro: la menor, sol, re y fa. En el estribillo, la secuencia cambia solo a la menor y sol. El solo de intermedio está compuesto en base de la menor.

## Reconocimientos
En 2002, la canción fue considerada por la revista Rolling Stone como la 19° mejor canción del rock argentino de la lista de Los 100 Hits del rock argentino.

## Versiones
En 1999, la banda brasileña Tihuana hizo una versión en portugués de la canción para su primer álbum, Ilegal.

## Créditos
- Ricardo Mollo: voz y guitarra
- Diego Arnedo: bajo y coros
- Federico Gil Solá: batería y percusión